# Bornal
Bornal ou embornal é um tipo de bolsa prática para transportar provimentos e mantimentos.

## Utilização
Ela é usada principalmente por soldados, andarilhos e trabalhadores para colocar comida, objetos e ferramentas. Se usa carregando-a junto ao corpo presa através de uma espécie de alça. É um tipo de bolsa com fácil acesso para quem a usa. Pode ser usada ou carregada a tiracolo, ou pelas mãos. Também é o nome dado para o saco que armazena ração e que se pendura no focinho de animal para que ele coma.